# Едигарян, Артур Гегамович
Арту́р Гега́мович Едигаря́н (арм. Արթուր Գեղամի Եդիգարյան; 26 июня 1987, Ереван, Армянская ССР, СССР) — армянский футболист, полузащитник.

## Клубная карьера
Родился в семье футбольных игроков. Артур Едигарян старший брат Артака Едигаряна, сын Гегама Едигаряна и внук Феликса Вераняна. Футболом начал заниматься с 6 лет. Немалую роль в дальнейшем определении внесло месторасположение дома, который расположен рядом с Республиканским стадионом. В детстве, а затем и в юности Едигарян часто посещал матчи чемпионата. Первым тренером Едигаряна был Овик Казанчян. Является воспитанником футбольной школы «Пюник». В составе «Пюника» становился многократным чемпионом, обладателем Кубков и Суперкубков Армении. До окончания чемпионата 2009 перешёл в хамаданский клуб ПАС выступавший в Высшей лиги Ирана.
По окончании контракта с ПАСом Едигарян, опять же на правах аренды, перешёл в «Бананц», став первым новичком клуба в преддверии участия клуба в еврокубках. Плодотворно отыграв полугодичный контракт, Едигарян вернулся в «Пюник». В декабре болгарские СМИ распространили информацию о том, что болгарский клуб «Черноморец» (Бургас) заинтересован в услугах. Однако тренерский штаб не прокомментировал данную информацию, которую затем все забыли.
В начале 2012 года о своей заинтересованности высказались подмосковные «Химки». Позже Едигарян присоединился к команде на учебно-тренировочном сборе. Из-за финансовых разногласий между клубами, трансфер футболиста долго не подтверждался. 24 февраля Едигарян подписал контракт с «Химками». Подробности трансфера стороны не разгласили. В конце июня Едигарян вместе с Алексаняном и Татояном покинул клуб. В начале августа вернулся в родной клуб «Пюник», вместе с Тиграном Кандикяном и Эриком Егиазаряном. С клубом заключил соглашение до конца сезона 2012/13. В ближайшей игре вышел в стартовом составе против дилижанского «Импульса». На 67-й минуте был заменён Артуром Григоряном.
В середине августа Едигарян отправился в Ужгород, где провёл просмотр в местном клубе «Говерла». Просмотр прошёл успешно и клуб подписал контракт по системе 1+1, а также получил футболку с номером 22. 25 августа, в 7 туре чемпионата, Едигарян дебютировал в гостевой игре против мариупольского «Ильичёвца». Отыграв 60 минут, был заменён сразу после первого пропущенного мяча на Сотириоса Балафаса.
14 марта 2015 подписал контракт с минским «Динамо». За минчан во всех турнирах сыграл 20 матчей и забил 1 гол. Сыграл 1 матч на групповом этапе Лиги Европы (сезон 2015/16). 14 декабря покинул клуб ввиду окончания контракта.

## Карьера в сборной
В отборочном турнире к ЧМ-2010 сыграл 6 матчей.

## Достижения

### Командные достижения
«Пюник»
- Чемпион Армении (4): 2006, 2007, 2008, 2009
- Обладатель Кубка Армении (1): 2009
- Финалист Кубка Армении (1): 2006
- Обладатель Суперкубка Армении (2): 2007, 2008